# Gonzalo Güell
Gonzalo Güell y Morales de los Ríos (L'Avana, 16 febbraio 1895 – Coral Gables, 2 settembre 1985) è stato un avvocato, politico e diplomatico cubano.
Güell fu ministro degli affari esteri di Cuba dal 1956 al 1959 e primo ministro dal 12 marzo 1958 al 1º gennaio 1959. Fu anche l'ambasciatore cubano in Messico (1947-1948), Colombia, Brasile (1933-1937), Norvegia (1940) e alle Nazioni Unite.
Fu una delle 40 persone che volarono con Fulgencio Batista nella Repubblica Dominicana la notte di Capodanno del 1959 quando alla fine della Rivoluzione cubana Fidel Castro prese il potere su Cuba.
Si sposò tre volte. Due delle sue mogli erano Francisca Pubill e Juana Inigo. Non aveva figli. Morì in esilio a Coral Gables in Florida negli Stati Uniti nel 1985.
| Controllo di autorità | VIAF (EN) 1219145857125022921793 · ISNI (EN) 0000 0004 5418 4060 · LCCN (EN) no2016022564 · GND (DE) 1127628577 |